# Bohuslav Bláha
Bohuslav Bláha (4. července 1911 Prokopov – 14. dubna 1983 Znojmo) byl český a československý pedagog, odbojář, politik Komunistické strany Československa a poúnorový poslanec Národního shromáždění ČSR.

## Biografie
Bohuslav Bláha se narodil v Prokopově v rodině domkáře Josefa Bláhy a jeho ženy Marie rodem Čechové z Jiřic. Později absolvoval učitelský ústav a začal učit na Těšínsku. V červenci 1933 nastoupil do prezenční vojenské služby. Působil u hraničářského praporu č. 8 a v olomoucké záložní škole pro důstojníky. Zde dosáhl hodnosti podporučíka. Od 1. září 1939 učil na škole v rodném Prokopově. Za druhé světové války byl aktivní v odboji. 3. března 1941 ho zatklo gestapo a byl deportován do Kounicových kolejí v Brně. Odsoudili ho šesti letům káznice. Prošel vězením ve Vratislavi a Kasselu. Do vlasti se vrátil 21. května 1945. Přesídlil do Znojma a vrátil se k učitelskému povolání.
Po volbách roku 1948 byl zvolen do Národního shromáždění za KSČ ve volebním kraji Jihlava. Mandát ale nabyl až dodatečně v prosinci 1953 poté, co rezignoval poslanec Jan Novotný. Zasedal zde do konce funkčního období, tedy do voleb v roce 1954.